# Delamarcythere elongata
Delamarcythere elongata is een mosselkreeftjessoort uit de familie van de Cytheridae. De wetenschappelijke naam van de soort is voor het eerst geldig gepubliceerd in 1954 door Hartmann.